# Новоласпа
Новола́спа (урум. Йаны Ласпи) — село в Україні, у Бойківській громаді Кальміуського району Донецької області. Населення становить 379 осіб.

## Географія
У селі і на північно-східній стороні від села беруть початок Балка Хан-Тарама і Балка Папасчалан.

## Загальні відомості
Відстань до райцентру становить близько 30 км і проходить автошляхом місцевого значення. Землі села межують із с. Петрівське Старобешівського району Донецької області.
Перебуває на території, яка тимчасово окупована російськими терористичними військами.

## Історія
З кінця 1934 року село входило до складу новоутвореного Остгеймського району, який 1935 року перейменували у Тельманівський на честь лідера німецьких комуністів Ернста Тельмана. У 2016 році в рамках декомунізації в Україні адміністративна одиниця перейменована рішенням Верховної Ради України у Бойківський район. 2020 року у процесі адміністративно-територіальної реформи Бойківський район увійшов до складу Кальміуського району.

### Війна на сході України
Під час війни на сході України село потрапило до зони бойових дій. Уночі з 8 на 9 жовтня 2014 року українські військовослужбовці відбили напад загону терористів (чисельністю до 50 осіб), який атакував державні збройні сили біля Новоласпи. Згодом у районі села підрозділи збройних сил вступили у сутичку з терористами і 23 жовтня. 26 жовтня військовики вступили у бій та відбили напад бойовиків. Зіткнення почалося після двох обстрілів терористами з мінометів, гранатометів та стрілецької зброї, наслідком став відступ противника із значними втратами.
10 лютого 2015 року один із підрозділів 72-ї бригади здійснив рейд у район сіл Новоласпа та Біла Кам'янка. Було знищено блок-пост у Новоласпі та склад набоїв, 2 танки, 2 бойові машини піхоти, 1 самохідну артилерійську установку. Під час бою поблизу Новоласпою на початку серпня 2015 року підрозділи ЗСУ ліквідували танк, БТР та два БМП терористів.

## Населення
За даними перепису 2001 року населення села становило 379 осіб, із них 1,58 % зазначили рідною мову українську та 98,42 % — російську.